# بورنهایم (رهاینهسن)
بورنهایم (به آلمانی: Bornheim) یک شهر در آلمان است که در آلزی-ورمز واقع شده‌است. بورنهایم ۷۵۳ نفر جمعیت دارد.